# مبسوطة يا توتة (مسلسل)
مسلسل مصري تم عرضه قي شهر رمضان سنة 2014. يتكون المسلسل من 30 حلقة كل حلقة من 25 دقيقة.

## قصة المسلسل
مسلسل مصري يطرح من خلالها عدداً من القضايا والمشاكل التي تهم الأسرة المصرية من خلال 30 حلقة كل منها 25 دقيقة.يعرض كل حلقة مشكلة وتتخلل الأحداث مجموعة من الأغاني التي تناقش تلك الحالة.

## طاقم العمل

### الممثلين
- جنا عمرو قامت بدور توتة
- [2]مي كساب
- محمود العسيلي
- سوسن بدر
- أحمد المرشدي
- كريمة عبد الله
- نهى الليثي
- لي لي قاسم
- حمادة بركات
- ناهد عفيفي
- شيما الحاج
- طلعت زكريا [3]
- شريف سمير
- عبد الرحمن دياب

### صوت
- أكرم عبد العزيز   (مهندس صوت)
- بسام العليمي  (مونتاج صوت)

### إنتاج
- مي مسحال   (منتج) [4]
- دانا للإنتاج والتوزيع الفني.   (منتج)

### تأليف
- فتحي الجندي (مؤلف)

### إخراج
- مازن الجبلي (مخرج)

### التصوير
- جمال وهدان (مدير التصوير)